# サン＝ミシェル＝ド＝モーリエンヌ鉄道事故

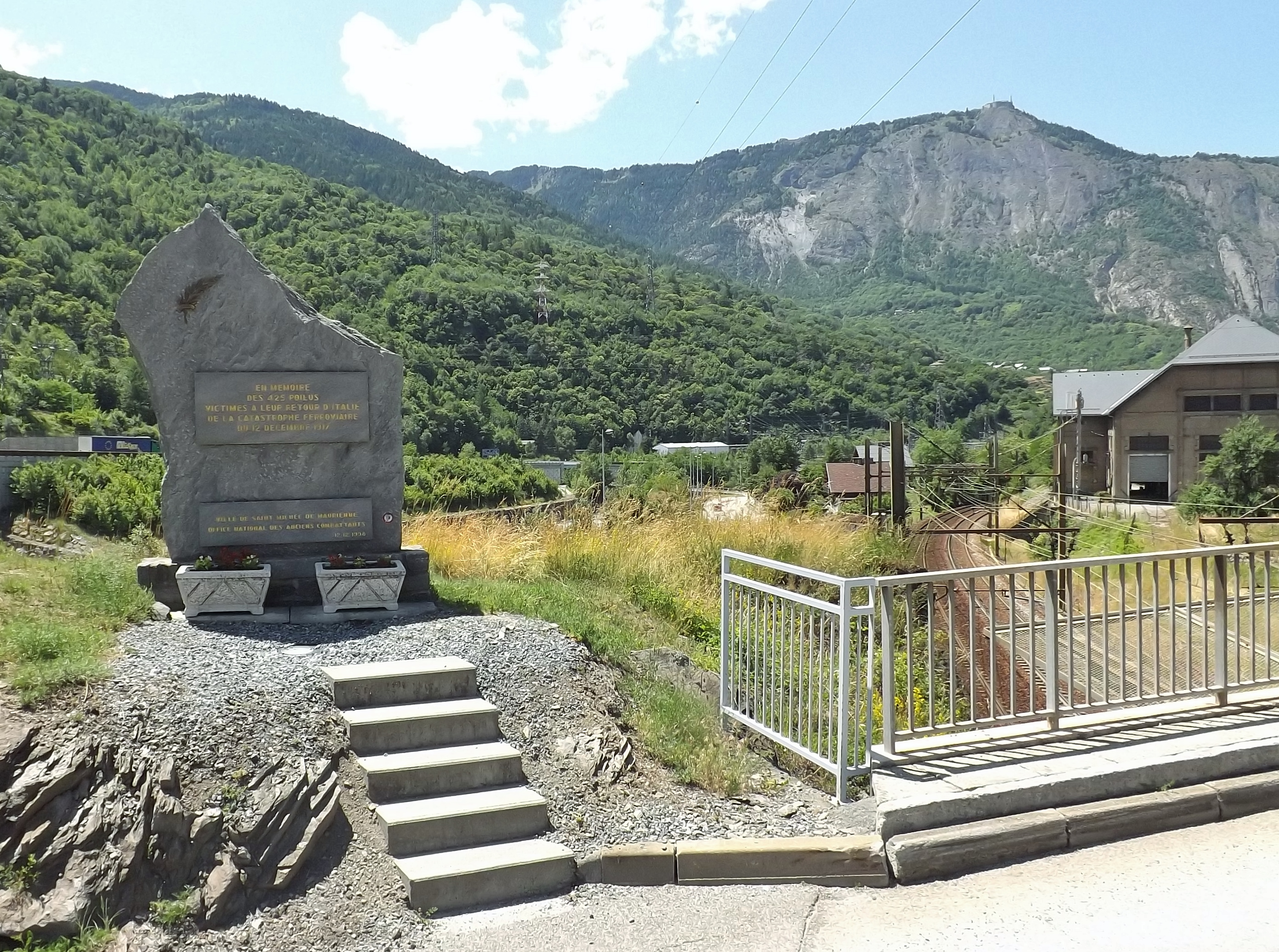
事故現場の慰霊碑

サン＝ミシェル＝ド＝モーリエンヌ鉄道事故（フランス語: Accident ferroviaire de Saint-Michel-de-Maurienne）は、1917年12月12日にフランス・サヴォワ県のサン＝ミシェル＝ド＝モーリエンヌで発生した鉄道事故である。フレジュス鉄道トンネル（モン・スニトンネル）からシャンベリ方面へ向かっていたフランス陸軍の軍用列車が下り坂を暴走したのち脱線、炎上し、427名以上（諸説あり。詳しくは後述）が死亡する惨事となった。
これは死亡者数においてフランス史上最大の鉄道事故であり、確実な記録のあるものの中では世界史上でも最大とされる。しかし第一次世界大戦中の軍用列車の事故ということもあり、当時公開された情報は限られていた。このため現在でも事故の詳細については不明な点もある。

## 背景
事故のあった路線は1871年に開業した、フランスとイタリアを結ぶフレジュス鉄道トンネル（フランスでの通称モン・スニトンネル）のフランス側の取付線である。トンネルのフランス側出口に位置するモダーヌ駅（標高1057m）からラ・プラーズ(La Praz)駅（標高957m、モダーヌから5.8km）、サン＝ミシェル＝ド＝モーリエンヌ駅（標高711m、モダーヌから15.6km）を経てサン＝ジャン＝ド＝モーリエンヌ駅（標高536m、モダーヌから27.9km）までは最大34.3パーミルの下り坂が続く急勾配区間である。事故当時はフランスの大手私鉄の一つであるパリ・リヨン・地中海鉄道（略称PLM）の路線であった。またモダーヌから南側はイタリア国鉄が運営していた。当時すでに複線化されていたものの非電化で、列車は蒸気機関車が牽引していた。
第一次世界大戦が勃発し1915年にイタリアが参戦すると、フレジュストンネルはイギリス、フランスとイタリアを結ぶ重要な補給路となった。1917年10月、イタリア軍はカポレットの戦いに大敗し、戦線を大きく後退させた。この事態にフランスとイギリスはフレジュストンネルなどを利用してイタリアに援軍を派遣した。11月半ばにはピアーヴェ川の防衛線の構築に成功したことから、フランス軍は12月1日から年末休暇を兼ねて部隊の一部を帰国させることにした。

## 事故の経過

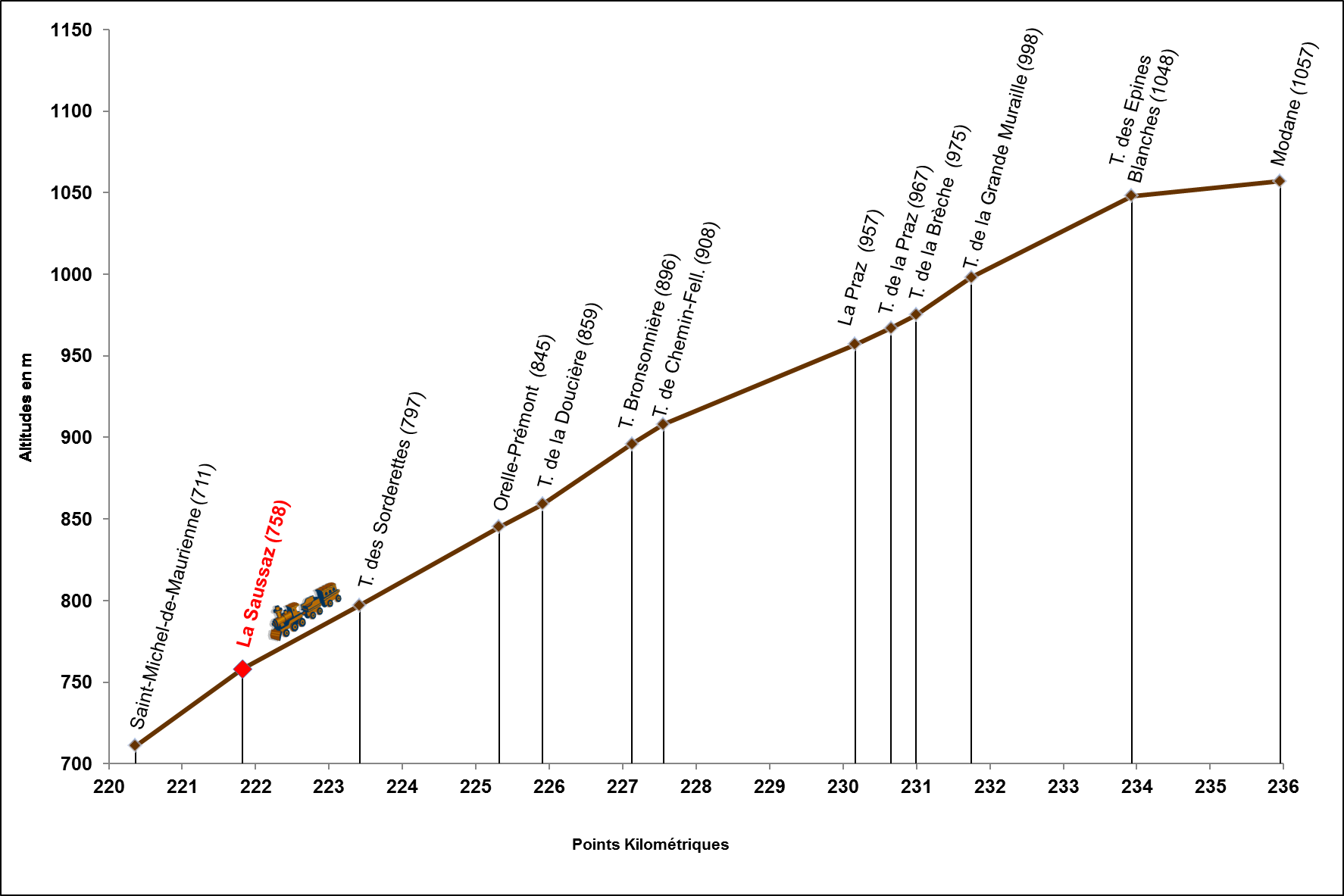
路線の縦断図

事故の詳細に関してはいくつかの食い違う説がある。ここでは特に断らない限りRail Passion誌のB. Carrièreの記事による。
12月12日19時30分、イタリアからフランスに向かう14両編成の軍用列車がフレジュストンネルを通過しモダーヌ駅に到着した。21時15分には客車5両と空の貨車からなる第二の軍用列車が到着した。軍の輸送責任者は、2本の列車を連結して19両編成としてシャンベリ方面へ向かわせるよう命じ、22時までに入換作業が行われた。
入換後の列車は先頭から順にPLMの230C型機関車（2592号機）、炭水車、荷物車1両、ボギー客車3両、二軸客車2両、ボギー客車12両、荷物車1両という編成になった。機関車、炭水車と荷物車のうち1両のみがPLMの車両であり、他はイタリア国鉄のものである。荷物車と客車の車体はすべて木造であった。列車の総重量は526tになった。
客車はすべて貫通ブレーキ（ウェスティングハウス自動空気ブレーキ）を備えていたが、12月1日のモダーヌ駅長の指示により、貫通ブレーキを使うのは先頭の3両のみで、他については客車に分乗した6人の制動手が手ブレーキを使用することになっていた。
ブレーキの点検を行なった後、モダーヌ駅の助役が発車を許可し、軍用列車は22時47分、予定より4時間47分遅れてモダーヌ駅を発車した。客車にはフランス陸軍の将兵982名とPLM職員である制動手6名が乗り、機関車はリュシアン・ジラール機関士と機関助士が運転していた。
発車後しばらくは列車はゆっくりと進んでいたが、30パーミルの下り勾配区間に差し掛かったあたりから加速を始めた。ジラール機関士は貫通ブレーキをかけ、制動手にも汽笛でブレーキをかけるよう合図したが、速度は増すばかりであった。ラ・プラーズ駅を通過した時には、列車の速度は約90km/hに達していた。このときジラールは機関車の砂撒き装置を利用して摩擦を増そうとしていたが、効果はなかった。ラ・プラーズの駅員は、列車が制輪子から火花と甲高い音をたてながら通過していくのを目撃した。駅員はすぐに電話で進行方向にあるサン＝ミシェル＝ド＝モーリエンヌ駅に異常事態の発生を知らせた。このとき反対方向の線路では、イタリアへ向かうイギリス陸軍の兵士を乗せた列車がモダーヌの方向へ走っていたが、この通報によりサン＝ミシェルで運転を見あわせ、二重事故に巻き込まれることを免れた。
乗っていた兵士たちは、最初は列車が故郷に向かって急いでいることに喜んでいたものの、速度を落とすことなくカーブに突入して大きな軋み音を立てたことに驚き、次いでブレーキが効いていないことに気づいてパニック状態に陥った。
脱線の最初の痕跡はサン＝ミシェル＝ド＝モーリエンヌ駅からモダーヌ側に約1300mの、アルク川の鉄橋のやや手前、逆方向のカーブの間にある短い直線区間で発見されている。ここで炭水車と後続の車両の間の連結器が外れた。脱線した客車は切通しの壁面に衝突し、続く車両も次々とこれに追突するようにして脱線、大破した。列車の残骸はおよそ350mに渡って散らばった。直後に火災が発生し、30分以内にすべての車両（の残骸）に燃え広がった。
速度計が振りきれてしまったために脱線の瞬間の速度は分かっていないが、150km/h近くに達していた可能性がある。
機関車と炭水車は脱線することなく、サン＝ミシェル＝ド＝モーリエンヌ駅の構内で停止した。ここでジラール機関士はようやく後続車両が脱落していることに気づいた。

### 異説
モダーヌ駅を発車する前、ジラール機関士はこの列車の運転に反対し、軍の士官（輸送責任者のフェイヨル大尉とされる）と口論していたとする説がある。これによれば、ジラールは自分はこの路線をよく知っており、このような重い列車で坂を下ることは危険である。車両はイタリアのものであるが、そのブレーキは応急修理をしただけの状態だと聞いているなどと主張した。これに対し士官は、輸送は戦争遂行のために不可欠であり、またこれは軍の命令であって拒否する権利はないなどとして、運転を強行させた。
しかし、このような口論が実際に存在したかは根拠に乏しく、事故の責任を一方的に軍に負わせるために創作された可能性が指摘されている。
火災については、脱線前の段階ですでにブレーキの過熱により発生しており、木製の車体に燃え移っていたとする説もあるが、一方でこれを否定する証言もある。

## 事故後

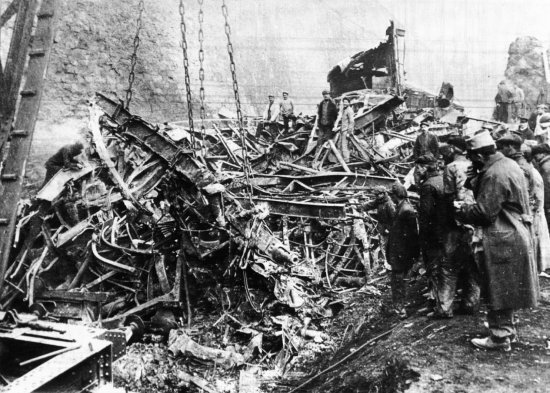
列車の残骸

事故直後、事故車両から脱出した兵士が近くの民家に救助を求め、またサン＝ミシェルの駅からも駅員や停車中の列車に乗っていたイギリス兵などが救助に向かった。しかし現場では火災が激しく、弾薬や手榴弾の誘爆も発生しており、救助作業は困難だった。火災は翌13日の夜まで続いた。
線路の復旧作業は12月13日朝から昼夜兼行で行われ、17日には列車の運行が再開された。
事故に関する最初の報道は12月15日付の週刊政治紙Le Démocrate Savoisienのもので、イタリアからの軍用列車の「恐ろしい事故」についてごく短く報じた。これは軍の検閲が始まる前のことであった。12月17日のフィガロ紙は、犠牲者の葬儀に関する司法大臣の発表という形で事故を報道した。検閲措置は1918年はじめには解除され、1918年3月16日のProgrès de la Savoie紙には比較的詳しい記事が掲載された。

## 犠牲者
Carrièreの記事によれば、1919年3月1日付の軍の報告では、事故で死亡した将兵は425名、うち身元が特定されたものは148名とされている。負傷者は207名、このほかPLMの職員である制動手2人が死亡しており、これを含めれば事故の死者は427名となる。サン＝ミシェル＝ド＝モーリエンヌの市役所では、死亡した将兵435名の階級と氏名が記録されている。またCarrièreは、死者数が600名とか700名、800名等とする説については根拠がないと否定している。
一方Historia誌のJ.L Chardansの記事によれば、事故現場で収容された即死者のうち、市役所に名が記録されているものが424名、身元不明のまま埋葬されたのが135名である。このほか病院に送られた後に死亡したものを含めると、死者はおよそ675名とされる。事故の翌朝、サン＝ミシェルで点呼に応じた将兵は183名のみであった。
リチャード・ボークウィル、ジョン・マーシャルの「鉄道ギネスブック」によれば、死者は543名、うち身元不明のものが135名である。
いずれの数値を取るにせよ、これは鉄道事故の死者としてはフランス史上最大であり、発生当時は世界最大でもあった。より犠牲者数の多い事故としては、1981年にインドで列車が鉄橋から落下した事故（1981年ビハール州列車転落事故）で、800人以上の死者が出たとされるものがある。しかしこの事故についても死者は500人以下であるというインド国鉄幹部の主張もあり、詳細は明らかではない。「鉄道ギネスブック」は、サン＝ミシェルの事故を「完全な記録のある最大の鉄道事故」として記録している。

## 原因
事故の原因については、なんらかの破壊活動によるもの、機械的な故障によるもの、人為的なミスによるものの3つが検討されたが、いずれとも断定されないままに終わった。線路そのものには問題は発見されなかった。
1918年7月5日から7日にかけてグルノーブルで行われた軍法会議では、ジラール機関士と制動手、モダーヌ駅の駅長と助役（ブレーキ使用法に関する指示と発車許可について）、車両の検査担当者、PLMの地域責任者（監督責任）などが責任を追及されたが、いずれも無罪とされた。
脱線の直接的な原因としては、編成中に重い車両（30tから35t）と軽い車両（10tから15t）が混在しており、軽い車両が前後から押される力が働いたことが指摘されている。火災の原因は電灯の故障のため使われていた石油ランプと推測されている。
この事故の影響で、1960年代ごろまでモダーヌからサン＝ミシェル＝ド＝モーリエンヌ方面へ下る貨物列車は、ラ・プラーズ駅で一旦停止することが義務付けられていた。